# بنفشه جدابرگ
 بنفشه جدابرگ (نام علمی: Viola cuneata) نام یک گونه از سرده بنفشه است.